# بسكيش
بسكيش أو بيسكيتشي (بالإيطالية: Peschici)‏ هي بلدية في مقاطعة فودجا في إقليم بولية الإيطالي.
ذكرها الادريسي: «ومن بستية إلى بسكيش اثنا عشر ميلا ومن بسكيش إلى روذنة ثمانية أميال ومن روذنة إلى قينان اثنا عشر ميلا ومن قينان إلى دابية أحد عشر ميلا ومن دابية إلى لشنة ثمانية أميال ومن البحر إلى اقربيل أربعة أميال ولشنة أيضا على قرب من البحر ويروى لازنة.»

## السكان
في سنة 1861 بلغ عدد السكان 2٬178 نسمة، وتطور العدد ليصل في سنة 2011 لـ 4٬197 نسمة.
يظهر هذا المخطط البياني تطور النمو السكاني لـ بسكيش